# Бенедикта Португальская
Бенедикта Португальская (порт. Benedita de Portugal ), полное имя Мария Франсишка Бенедита Ана Исабел Антония Луренса Инасиа Тереса Гертрудес Рита Роза да Браганса (порт. Maria Francisca Benedita Ana Isabel Antónia Lourença Inácia Teresa Gertrudes Rita Rosa de Braganza; 25 июля 1746, Лиссабон, королевство Португалия — 18 августа 1829, там же) — португальская принцесса из дома Браганса, урождённая инфанта Португальская; в замужестве — принцесса Бразильская и герцогиня Браганса.

## Биография
Принцесса Бенедикта родилась в Лиссабоне 25 мая 1746 года. Она была младшей дочерью португальского короля Жозе I из дома Браганса и его жены инфанты Марианны Виктории Испанской. Своё главное имя принцесса получила в честь римского папы Бенедикта XIV.
Она была хорошо образована. Учителем музыки у принцессы был Давиде Перес, а живописи Бенедикта обучалась у Домингоса Секейры. Картина, написанная ею вместе с сестрой, ныне находится в базилике Эстрела.
21 февраля 1777 года инфанта Бенедикта сочеталась браком со своим племянником Жозе, принцем Бейры, старшим сыном и наследником её старшей сестры и наследницы португальского трона Марии. В браке детей не было. После двух выкидышей, в 1781 и 1786 годах, инфанта больше не беременела.
Через три дня после свадьбы умер король Жозе. Новой королевой Португалии под именем Марии I стала сестра Бенедикты. Инфант Жозе стал новым наследным принцем. Он получил титулы принца Бразильского и 16-го герцога Браганса. Как его супруга Бенедикта тоже стала наследной принцессой с титулами принцессы Бразильской и герцогини Браганса.
В 1788 году она овдовела. Ей был присвоен титул вдовствующей принцессы Бразильской, который она носила до конца своей долгой жизни. В отличие от других вдовствующих принцесс, которые основывали монастыри и церкви, она построила военный госпиталь Асило де Инвалидос Милитарес де Руна. В 1808 году Бенедикта последовала в изгнание в Бразилию вслед за королевской семьёй. Вместе с ними она вернулась обратно.
Принцесса Бенедикта умерла в Лиссабоне 18 августа 1829 года. Похоронена в усыпальнице дома Браганса в монастыре Сан-Висенте-де-Фора.